# Сквозная аналитика
Сквозная аналитика в маркетинге (marketing) — метод анализа эффективности маркетинговых инвестиций (ROMI) на основе данных, прослеживающий полный путь клиента, начиная от просмотра рекламного объявления, посещения сайта и заканчивая продажей и повторными продажами (LTV). При наличии нескольких рекламных касаний, предшествующих продаже, применяются различные модели атрибуции. 
Для настройки сквозной аналитики требуется объединить информацию из рекламных каналов (например, Google AdWords, Яндекс Директ, Facebook Ads и т.д.), каналов коммуникации (телефонный звонок, онлайн-заказ на сайте, электронная почта, сообщения через мессенджеры и др.) и CRM-системы, где находится информация о продажах.
Сквозная аналитика как сервис объединяет все данные из разных источников для выстраивания полного пути клиента и дальнейшей агрегированной аналитики данных начиная от просмотров рекламы и заканчивая созданными или закрытыми сделками. Для отслеживания телефонных звонков используется колл-трекинг. Для идентификации клиента на различных устройствах зачастую используется client_id Google Analytics, внутренний идентификатор сервиса сквозной аналитики или другие сервисы.
Существуют различные онлайн-сервисы, предоставляющие сервис в виде SAAS-решений. Чаще всего состоят из возможностей быстрой интеграции со сторонними системами, алгоритмов объединения разрозненных данных воедино и разных типов отчетов.
Популярными являются следующие сервисы сквозной аналитики: Roistat, Calltouch, Callibri, Alytics, CoMagic, UTMSTAT, K50.